# Chenzhou
Chenzhou is een stad in de gelijknamige prefectuur in het zuiden van de zuidelijke provincie Hunan, Volksrepubliek China. Chenzhou wordt ook wel de zuidelijke toegang genoemd voor de provincie Hunan. De stad is bekend om zijn niet-ferrometalen, zoals tin en zink.
Bij de volkstelling van 2020 had de stad 819.883 inwoners, de gehele prefectuur had 4.667.134 inwoners.